# 제레미 레이 발데즈

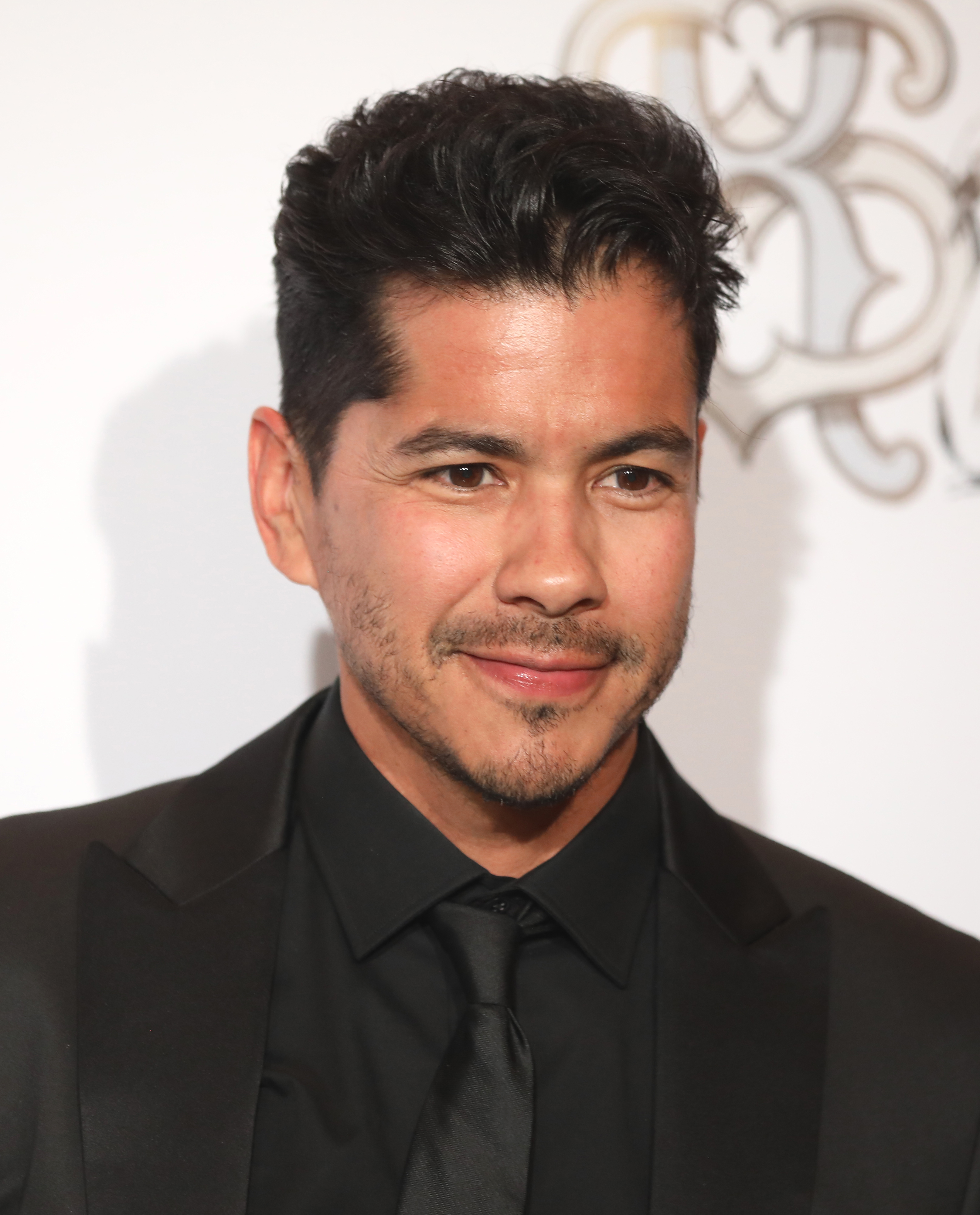

제러미 레이 밸데스(Jeremy Ray Valdez, 1980년 7월 10일 ~ )는 미국의 배우이다.
샌타페이에서 태어났다.

## 출연 작품
- H.O.M.E. (2016년)
- 더 플러피 무비 (2014년)
- 배드 애스 2: 배드 애시즈 (2014년)
- 블러디 마리아 (2013년)
- 라인 오브 듀티 (2013, Mission Park) - 바비 역
- 드리머 (2013년)
- 랙트 (2012년) - 마이크 역
- 베나비데스 보른 (2010년)
- 라 미션 (2009년)
- 워크아웃 (2006년)
- 콘스탄틴 (2005년)
- 메디컬 인베스티게이션 (2004년)
- 드레이크와 조시 (2004년)

### 텔레비전
- 댓츠 소 레이븐 (2003)
- ER (2005)
- 베로니카 마스 (2006)